# Евсеевка (Приморский край)
Евсе́евка — село в Спасском районе Приморского края. Входит в состав Краснокутского сельского поселения.

## География
Село Евсеевка стоит на правом берегу правого притока реки Кулешовка.
Дорога к селу Евсеевка идёт от автотрассы «Уссури» через сёла Красный Кут и Вишнёвку. Расстояние до Вишнёвки около 6 км, до села Красный Кут около 14 км, до города Спасск-Дальний (на северо-запад) около 21 км.

## Население
| 1915 | 1923 | 1926 | 1953 | 1959 | 1970 | 1979 |
| ---- | ---- | ---- | ---- | ---- | ---- | ---- |
| 789  | ↗816 | ↗837 | ↘379 | ↗400 | →400 | ↘321 |
| 1999 | 2002 | 2003 | 2010 |      |      |      |
| ↘202 | ↘194 | ↘189 | ↘161 |      |      |      |

## Улицы
В селе имеются три улицы: Кедровая, Лесная и Надречная. 

## Экономика
Сельскохозяйственные предприятия Спасского района.